# Здункі
Здункі (пол. Zdunki, нім. Sdunken, 1938-45: Ulrichsfelde) — село в Польщі, у гміні Елк Елцького повіту Вармінсько-Мазурського воєводства.
Населення — 58 осіб (2011).
У 1975-1998 роках село належало до Сувальського воєводства.

## Демографія
Демографічна структура станом на 31 березня 2011 року:
|          | Загалом | Допрацездатний вік | Працездатний вік | Постпрацездатний вік |
| -------- | ------- | ------------------ | ---------------- | -------------------- |
| Чоловіки | 33      | 12                 | 18               | 3                    |
| Жінки    | 25      | 4                  | 16               | 5                    |
| Разом    | 58      | 16                 | 34               | 8                    |